# Jawne’el
Jawne’el (hebr. יבנאל; ang. Yavne'el) – samorząd lokalny położony w Dystrykcie Północnym, w Izraelu.

## Położenie
Miejscowość Jawne’el jest położona na wysokości 16 metrów p.p.m. w depresji Rowu Jordanu. Leży w południowo-zachodniej części Doliny Jawne’el. Po stronie wschodniej stromo wznosi się Wyżyna Sirin (około 200 m n.p.m.), na południu są wzgórza Har Jawne’el (368 m n.p.m.) i Har Adami (278 m n.p.m.). Na północnym wschodzie płaskowyż Porijja oddziela dolinę od Jeziora Tyberiadzkiego. Okoliczny teren opada w kierunku południowo-wschodnim do wadi strumienia Jawne’el. Ze zboczy Wyżyny Sirin spływają strumienie Jamma, Chartsit i Szaron. W jej otoczeniu znajdują się miejscowość Kefar Kama, moszawy Szarona, Ha-Zore’im, Kefar Kisch i Szadmot Dewora, kibuc Alummot, oraz wioski komunalne Porijja Newe Owed, Porijja Illit, Porijja Kefar Awoda i Menachemja.
Jawne’el jest położone w Poddystrykcie Tyberiada, w Dystrykcie Północnym Izraela.

## Demografia
Zgodnie z danymi Izraelskiego Centrum Danych Statystycznych w 2011 roku w Jawne’el żyło prawie 3,7 tys. mieszkańców, z czego 99,0% Żydzi i 1% inne narodowości. Wskaźnik wzrostu populacji w 2011 roku wynosił 5,7%. Zgodnie z danymi Izraelskiego Centrum Danych Statystycznych średnie wynagrodzenie pracowników w Jawne’el w 2009 roku wynosiło 5134 ILS (średnia krajowa 7070 ILS).
| Wiek (w latach) | Procent populacji w % |
| --------------- | --------------------- |
| 0 – 4           | 13,6                  |
| 5 – 9           | 12,8                  |
| 10 – 14         | 9,4                   |
| 15 – 19         | 7,5                   |
| 20 – 29         | 14,3                  |
| 30 – 44         | 17,2                  |
| 45 – 59         | 12,7                  |
| 60 – 64         | 3,0                   |
| 65 –            | 9,5                   |

Źródło danych: Central Bureau of Statistics.